# 도나 페스코

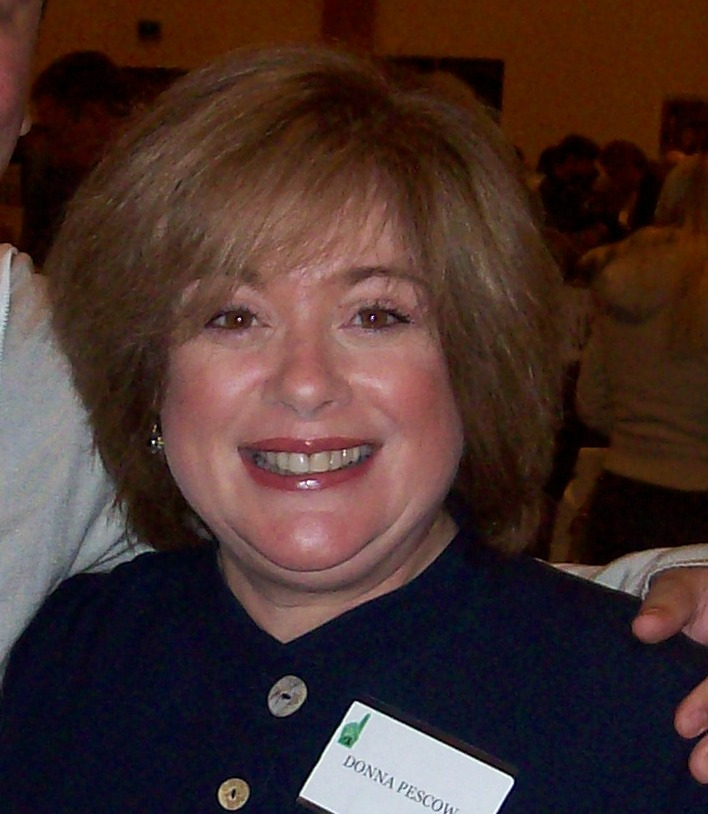

도나 페스코(Donna Pescow, 1954년 3월 24일 ~ )는 미국의 배우, 텔레비전 배우, 영화배우, 각본가, 텔레비전 감독이다.
브루클린에서 태어났다.

## 영화
- 이븐 스티븐슨 무비 (2003년)
- 파트너 (2000년)
- 아이보리 타워 (1998년)
- 악처 클럽 (1998년)
- 아웃 오브 디스 월드 (1987년) - 도나 역
- 제이크 스피드 (1986년)
- 호텔 - 시리즈 (1983년)
- 꿈꾸는 낙원 (1978년)
- 사랑의 유람선 (1977년)
- 토요일 밤의 열기 (1977년) - 아넷 역
- 원 라이프 투 리브 (1968년)